# Johannes Moser
Johannes Moser (né le 14 juin 1979 à Munich) est un violoncelliste germano-canadien.
Son père est le violoncelliste Kai Moser et sa mère la soprano canadienne Edith Wiens. En 2002, il est second prix du Concours international Tchaïkovski, le premier prix n'étant pas décerné.
Johannes Moser joue un violoncelle d'Andrea Guarneri de1694 qui lui est prêté par une collection privée. 